# Jacobus Cornelius Kapteyn

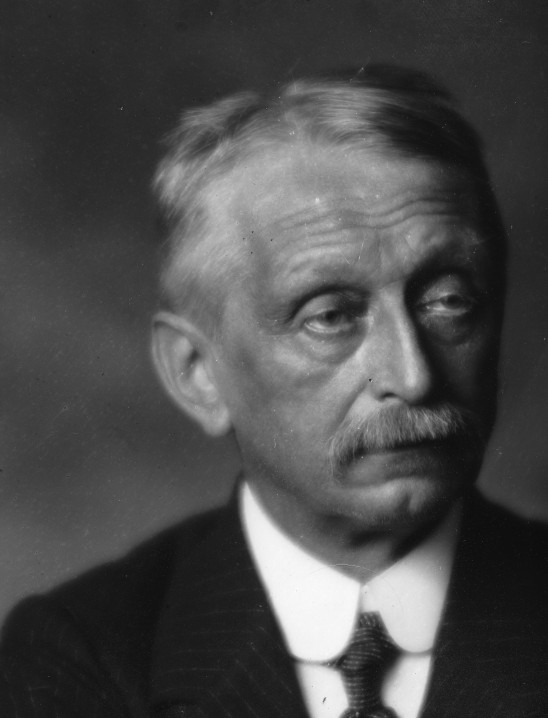
Jacobus Cornelius Kapteyn

Jacobus Cornelius Kapteyn (n. 19 ianuarie 1851, Barneveld⁠(d), Gelderland, Țările de Jos – d. 18 iunie 1922, Amsterdam, Țările de Jos) a fost un astronom neerlandez, cunoscut pentru studiul intensiv al Căii Lactee și ca descoperitor al primelor dovezi privitoare la rotația galactică.

## Biografie
Kapteyn s-a născut la Barneveld și a intrat la Universitatea din Utrecht în 1868 pentru a studia matematicile și fizica. Începând din 1875, după ce și-a încheiat teza, a lucrat trei ani la Observatorul din Leiden, înainte de a deveni primul profesor de astronomie și de mecanică teoretică la Universitatea Regală din Groningen, unde a lucrat până la pensionare, în 1921.
Între 1876 și 1900, în lipsa unui observator aflat la îndemână, și-a propus să studieze plăcile fotografice luate de astronomul David Gill, care conducea, în vremea aceea, acoperirea fotografică a Emisferei Sudice, la Observatorul din Cape Town, în Africa de Sud. Rod al acestei colaborări a fost publicarea lucrării Cape Photographic Durchmusterung, un catalog stelar, care lista poziția și magnitudinea a 454.875 de stele de pe bolta cerească a Emisferei Sudice.
În 1897, în timpul lucrului aupra acestor planșe, a descoperit o stea care-i poartă numele: Steaua lui Kapteyn. În epocă era astrul cu cea mai rapidă mișcare proprie descoperită vreodată; în prezent (2015) această stea a rămas a doua, fiind detronată de Steaua lui Barnard.
În 1904, studiind mișcările proprii ale stelelor, Kapteyn a notat că acestea nu erau aleatorii, cum se creadea în epocă; stelele puteau fi catalogate în două fluxuri, deplasându-se în direcții opuse. Se va realiza mai târziu că datele lui Kapteyn aduceau prima dovadă a rotației Galaxiei, ceea ce va conduce la descoperirea rotației diferențiale de către Bertil Lindblad și Jan Oort.
În 1906 Kapteyn a propus un plan pentru studierea distribuției stelelor în Galaxie, socotind stelele în diferite direcții. Acest studiu utiliza măsura magnitudinii aparente, a tipului spectral, a vitezei radiale și a mișcării proprii ale stelelor din 206 zone. Acest proiect enorm a constituit prima analiză statistică coordonată în astronomie, implicând colaborarea a peste 40 de observatoare diferite. Totodată, însăși analiza datelor sale a fost realizată practic de Kapteyn singur, în două încăperi împrumutate de secția de fiziologie a Universității din Groningen, deși într-o perioadă a primit ajutorul unor deținuți puși la dispoziție de o închisoare olandeză.

## Onoruri
Mai multe corpuri cerești au fost denumite în onoarea sa: craterul Kapteyn pe Lună, asteroidul 818 Kapteynia și steaua lui Kapteyn. Institutul de Astronomie Kapteyn al Universității din Groningen îi poartă numele.

## Distincții și recompense
- Medalia de Aur a Royal Astronomical Society (1902)
- Medalia James Craig Watson, în 1913
- Medalia Bruce, în 1913